# Sociale economie

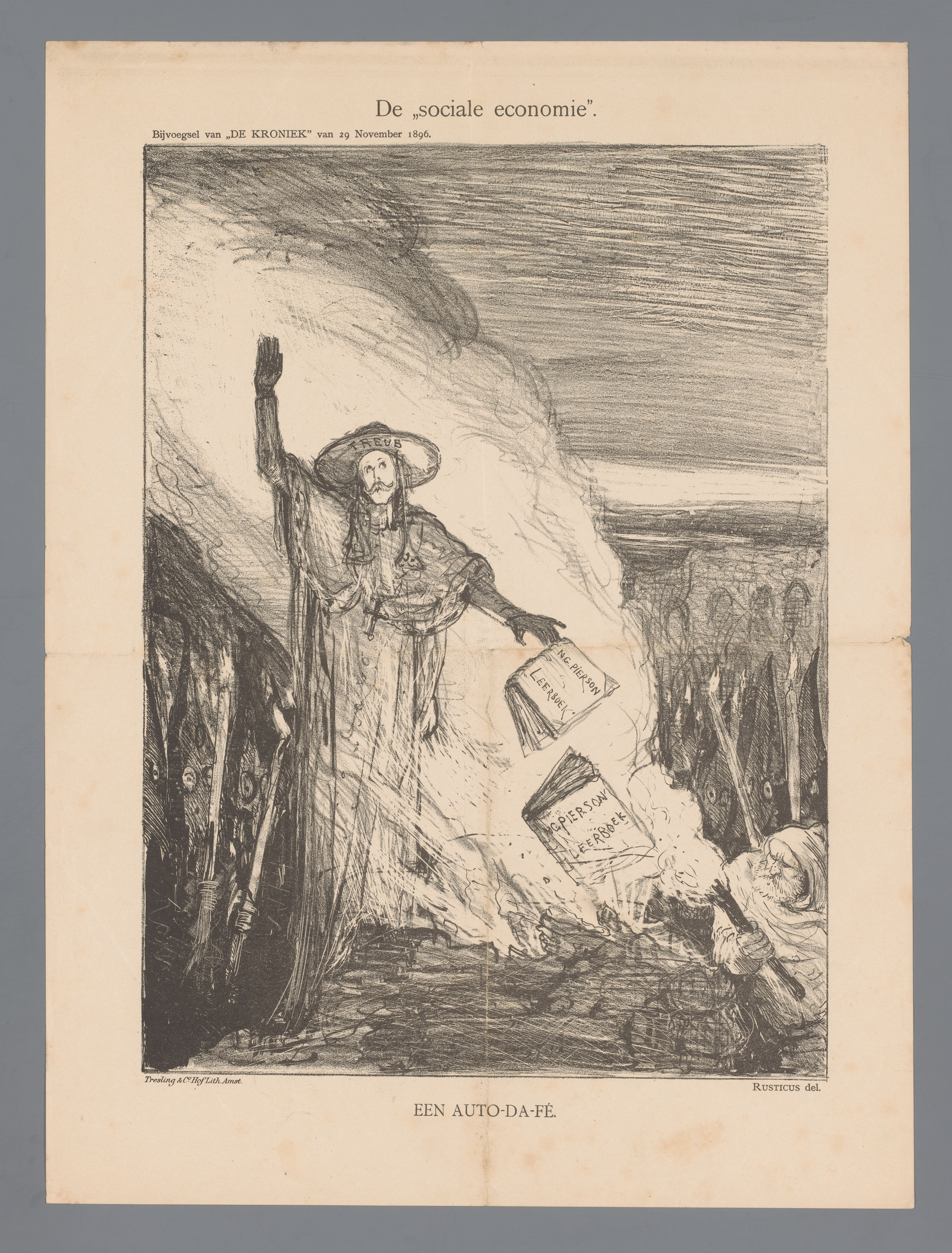
Spotprent op de omstreden socialistische ideeën van de hoogleraar Treub.
Treub verbrandt als grootinquisiteur de boeken van N.G. Pierson op de brandstapel ('De Kroniek' van 29 november 1896).

De sociale economie is een verzamelnaam voor ondernemingen die niet in eerste instantie voor de winst van haar eigenaars opgericht werden, maar die een sociale doelstelling hebben. Ze behoren tot de zogenaamde derde sector. De definitie van de sociale economie kent accentverschillen tussen de Europese, de Belgische en de Vlaamse beleidscontext. In Nederland wordt de term sociale economie amper gebruikt.

## Derde sector
Naast de marktsector en de overheid bestaat er een zogenaamde ‘derde sector’. Deze omvat private initiatieven die niet omwille van winstmaximalisatie in het leven geroepen werden, maar het voorzien in bepaalde maatschappelijke, sociale of economische noden als bestaansreden hebben. Voorbeelden hiervan zijn verenigingen, ngo's, stichtingen, mutualiteiten, vakbonden en vrijwilligersorganisaties. De derde sector bevat ook ondernemingen. Het zijn deze ondernemingen die de sociale economie uitmaken.

## Europese definitie
Het Handvest van Principes van de Sociale Economie, gesteund door de Permanente Europese Conferentie van coöperaties, onderlinge maatschappijen, verenigingen en stichtingen (CEP-CMAF) omschrijft de sociale economie als het geheel van ondernemingen die volgende principes hanteren:
- Het individuele en maatschappelijke doel staat boven dat van kapitaal
- Vrijwillig en open lidmaatschap
- Democratische controle door het lidmaatschap (behalve voor stichtingen aangezien deze geen leden hebben)
- De combinatie van de belangen van leden/gebruikers en/of het algemeen belang
- De verdediging en toepassing van het principe van solidariteit en verantwoordelijkheid
- Zelfstandig bestuur en onafhankelijkheid van overheden
- De meeste overschotten worden gebruikt voor doelstellingen inzake duurzame ontwikkeling, diensten voor de leden of het algemeen belang.

Uit een onderzoek uit 2012 bleek dat het concept sociale economie vooral gehanteerd wordt in Spanje, Portugal, Frankrijk, Griekenland en Ierland. In landen als Kroatië, Nederland, Roemenië en Slovakije is het concept sociale economie minder ingeburgerd.

## Definitie van de sociale economie in België
Er bestaan verschillende definities van wat de sociale economie juist is. Alleen al in België bestaan drie officiële definities van de sociale economie naast elkaar:
- De definitie van de Waalse Raad voor de Sociale Economie (Conseil Wallon de l'Economie Sociale) uit 1990.
- De definitie van het Vlaams Overleg Sociale Economie (VOSEC) uit 1997, waarop het Vlaamse beleidskader sociale economie gebaseerd is.
- De definitie van het Samenwerkingsakkoord tussen de federale overheid, de gewesten en de gemeenschappen, uit 2004.

## Definitie van de sociale economie in Vlaanderen
In Vlaanderen hanteren zowel het beleid als het werkveld de definitie van VOSEC (Vlaams Overleg Sociale Economie), de koepelorganisatie die tot 2013 de sociale economie in Vlaanderen vertegenwoordigde.
Deze definitie luidt als volgt:
"De sociale economie bestaat uit een verscheidenheid van bedrijven en initiatieven die in hun doelstellingen de realisatie van bepaalde maatschappelijke meerwaarden vooropstellen en hierbij de volgende basisprincipes respecteren:
- voorrang van arbeid op kapitaal
- democratische besluitvorming
- maatschappelijke inbedding
- transparantie
- kwaliteit
- duurzaamheid

Bijzondere aandacht gaat ook naar de kwaliteit van de interne en externe relaties. Zij brengen goederen en diensten op de markt en zetten hun middelen economisch efficiënt in met de bedoeling continuïteit en rentabiliteit te verzekeren."
Zowel vanuit de Vlaamse als Federale overheid, als vanuit lokale besturen (gemeenten en provincies) wordt de sociale economie ondersteund en gestimuleerd maar de beleidsfocus ligt in grote mate op de tewerkstelling van kansengroepen. Het deelsegment van de sociale economie dat zich toelegt op de socioprofessionele inschakeling en tewerkstelling van kansengroepen, noemen ze ook wel de sociale inschakelingseconomie. De belangrijkste werkvormen die de Vlaamse overheid daarbij hanteert zijn de erkenningen als maatwerkbedrijf (de vroegere beschutte en sociale werkplaatsen) en de lokale diensteneconomie.